# 南拉瑙省
南拉瑙省（英語：Lanao del Sur）是菲律宾棉兰老穆斯林自治区的省份之一，省会为马拉维。西南为莫罗湾，中部包含一个拉瑙湖，是棉兰老岛面积最大的湖泊，根据1989年的公民投票，决定加入棉兰老穆斯林自治区。